# NASCAR AutoZone Elite Division, Southeast Series
Die NASCAR AutoZone Elite Division, Southeast Series ist eine ehemalige Amateur-Motorsportserie der NASCAR, welche ausschließlich auf kurzen Ovalen in den USA fuhr. Die Serie trug eine lange Zeit den Namen „Slim Jim All Pro Series“.
Am Ende des Jahres 2006 wurde die Serie zusammen mit der NASCAR AutoZone Elite Division, Midwest Series, der NASCAR AutoZone Elite Division, Northwest Series und der NASCAR AutoZone Elite Division, Southwest Series im Zuge der Umgestaltung der Regionalserien der NASCAR aufgelöst.
Bekannte Fahrer, für die die NASCAR AutoZone Elite Division, Southeast Series der Beginn ihrer erfolgreichen Karriere war, waren unter anderen Shawna Robinson, Rick Crawford, Robert Huffman, Jason Keller und der momentane Sprint-Cup-Fahrer David Reutimann.
Momentan sind die größten ausschließlich regional fahrenden Serien der NASCAR die NASCAR Camping World West Series und die NASCAR Camping World East Series.